# VVTL-i
VVTL-i, (ang. Variable Valve Timing and Lift intelligent system) – inteligentny system zmiennych faz rozrządu stosowany w silnikach Toyoty. Jest ulepszoną wersją systemu VVT-i, który może zmieniać skok zaworu (czas otwarcia) oraz fazy rozrządu. Jest najbardziej złożonym systemem VVT, znacznie bardziej skomplikowanym niż jego poprzednik VVT-i, ponieważ oprócz wariatora faz rozrządu na wałku ssącym zastosowano dodatkowe krzywki wysokich obrotów dla każdego cylindra.

## Opis działania

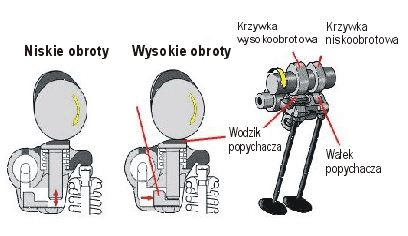
Działanie systemu VVTL-i

System ten można rozpatrywać jako połączenie wcześniej istniejących systemów VVT-i i VTEC, choć system regulacji wzniosu różni się od hondowskiego oryginału. Jego możliwości są następujące:
- płynnie zmienne fazy rozrządu oraz zmienne czasy otwarcia zaworów
- 2-stopniowy wznios zaworów plus zmienne czasy otwarcia zaworów działające zarówno na zaworach dolotowych jak i wylotowych

Podobnie jak w VVT-i, zmienne momenty otwarcia zaworów uzyskuje się poprzez przesunięcie kąta fazowego całego wałka rozrządu w przód lub wstecz przy pomocy hydraulicznego popychacza umieszczonego na końcu wałka. Momenty otwarcia zaworów są obliczane przez elektronikę silnika w zależności od obrotów, prędkości i nachylenia terenu. Co więcej, zakres płynnej regulacji przesunięcia kąta wynosi 60°, co czyni mechanizm zmiennych faz najdoskonalszym systemem jaki dotąd został opracowany. Podobnie jak w VTEC-u, system Toyoty używa jednej dźwigni zaworowej do sterowania obydwoma zaworami dolotowymi (lub wylotowymi). Wałek rozrządu posiada 2 krzywki o różnych profilach, oddziałujących na dźwignię. Jedna z nich jest wyprofilowana w taki sposób, aby umożliwić dłuższy czas otwarcia zaworu (przy wyższych obrotach), natomiast druga ma profil dostosowany do krótszych czasów otwarcia (przy niskich obrotach).
Gdy obroty wzrastają do pewnej wartości krytycznej (6000 obr./min), ruchoma podkładka zostaje wepchnięta za pomocą ciśnienia hydraulicznego w wolne miejsce pod popychacz. Wtedy uaktywnia się krzywka wysokoobrotowa. Należy zwrócić uwagę na fakt, iż krzywka zapewnia dłuższe czasy otwarcia zaworów, natomiast ruchoma podkładka zwiększa ich wznios (w przypadku systemu VTEC, zarówno czas otwarcia jak i wznios są regulowane krzywkami).
W porównaniu do VTEC-a i podobnych konstrukcji stosowanych przez Nissana i Mitsubishi, system Toyoty o płynnie zmiennych fazach rozrządu pozwala na osiągnięcie dużo lepszej elastyczności na niskich i średnich obrotach. Dlatego też jest to bez wątpienia najlepszy system zmiennych faz rozrządu, choć niestety jest to okupione wyższym stopniem komplikacji mechanizmu oraz wyższymi kosztami produkcji.

## Zastosowanie

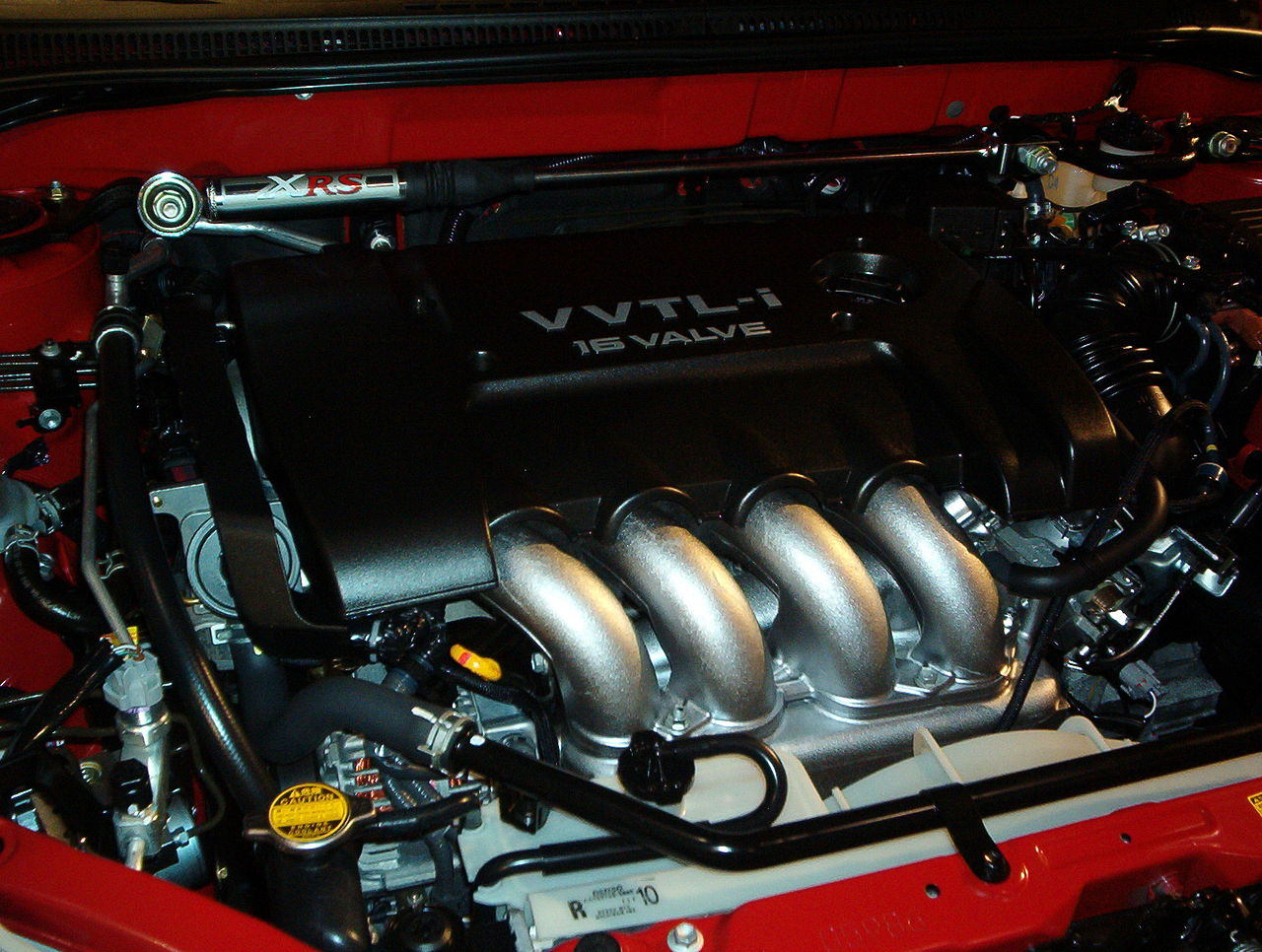
Silnik 2ZZ-GE, w którym po raz pierwszy zastosowano system VVTL-i

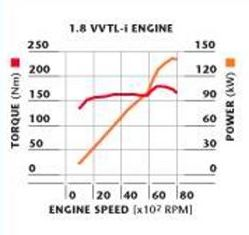
Charakterystyka silnika 1.8 VVTL-i

System został po raz pierwszy użyty w 2000 Toyota Celica z 2ZZ-GE. Silnik R4 1.8 VVTL-i o mocy 192 KM i maksymalnym momencie obrotowym 180 Nm osiąganym przy 6800 obr./min charakteryzuje się duża dynamiką szczególnie przy wysokich obrotach. Przebieg momentu obrotowego jest płaski, co skutkuje lepszą reakcją na pedał gazu i mniejszym jednostkowym zużyciem paliwa. Jest to wynik zastosowania inteligentnego systemu zmiennych faz rozrządu VVTL-i.
Toyota zaprzestała produkcję swoich silników VVTL-i dla większości rynków, ponieważ nie spełniały one specyfikacji Euro IV w zakresie emisji. W rezultacie, silnik ten został wycofany w niektórych modelach, w tym w Toyota Corolla T-Sport.